# جت جکسون مشهور
جت جکسون مشهور (انگلیسی: The Famous Jett Jackson) یک فیلم کودکان نوجوانان محصول شبکه دیزنی ساخت کشور کانادا و ایالات متحده آمریکا می‌باشد که لی تامپسون یونگ در این فیلم به ایفا نقش پرداخته‌است.